# S/S Norge
S/S Norge var et passagerskib, som sejlede fra København til Norge og herfra til New York, overvejende med emigranter. 
På vej fra Kristiansand til New York gik det den 28. juni 1904 på grund ved den lille klippeø Rockall på revet Helen’s Reef 500 km vest for Skotland. Af de 727 passagerer og besætningen på 68 omkom 635. Der var kun 8 redningsbåde, til i alt 251 personer. Den kendte norske forfatter Herman Wildenvey var med som en af de 160 passagerer, der overlevede. S/S Norges forlis er stadig den største enkeltstående ulykke i dansk søfartshistorie. I juli 2004 måtte en planlagt dykkerekspedition for at få mere at vide om forliset opgives.

## Baggrund
Der er for få eller ingen kildehenvisninger i dette afsnit, hvilket er et problem. Du kan hjælpe ved at angive troværdige kilder til de påstande, som fremføres.

Skibet blev bygget i 1881 af Alex. Stephen & Sons Ltd., Linthouse, Glasgow for det belgiske selskab Theodore C. Engels & Co i Antwerpen. Skibets oprindelige navn var Pieter de Coninck. Skibet var på 3.359 BRT og 3.700 DWT. Skibet havde en dampmaskine, som gav det en fart på 10 knob. S/S Norge disponerede over to dæk bygget af stål, seks skotter og dobbeltbund. Den kunne tage i alt 1100 Passagerer i tre prisklasser.
1889 blev Pieter de Coninck solgt til A/S Dampskibsselskabet Thingvalla i Danmark og fik navnet Norge. Omkring 1900 var selskabet et af de dominerende rederier, som sejlede skandinaviske udvandrede til USA.
1898 blev Norge købt af Thingvalla Line fra det danske rederi DFDS og blev til den nye underafdeling Scandinavian American Line. S/S Norge transporterede nu passagerer fra København via Oslo til New York.
Onsdag den 22. juni 1904 anløb S/S Norge København inden den skulle videre til New York. Valdemar Johannes Gundel var skibets kaptajn, og havde været kaptajn på S/S Norge siden 1901. Ombord befandt der sig 68 besætningsmedlemmer og 405 passagerer, derunder 134 børn. To dage senere, den 24. juni, nåede Norge Oslos havn, hvor der kom yderligere 232 passagerer ombord. Den samme dag anløb hun Kristiansand, hvor 90 rejsende steg ombord. Her fandt der også en sikkerhedsinspektion sted. Der befandt sig nu i alt 795 personer på skibet, foruden de 68 besætningsmedlemmer 727 passagerer, derunder 200 børn under 12 år og 23 babyer. Den overvejende del af passagererne kom fra Skandinavien og Rusland, der var også enkelte tyskere, briter og amerikanere med.
Efter afgangen fra Kristiansand sejlede Norge i nordvestlig retning til Pentland Firth (en), et stræde mellem det skotske fastland og Orkneyøerne. Den egentlige kurs skulle have været den nordlige kurs forbi klippeøen Rockall, men kaptajn Gundel besluttede at tage den sydligere kurs. Det havde han også før gjort og så ingen fare i det. Han gik ud fra, at man ved godt vejr og et roligt hav rettidigt kunne bemærke den opdukkende klippe og sejle udenom den. Endvidere ville han passere klippeøen om morgenen så passagerne kunne se øen mens de spiste morgenmad. Dermed holdt Norge om aftenen den 27. juni kursen mod Rockall.
Kaptajn Gundel havde dog ikke taget i betragtning, at der denne nat herskende en stærk strøm. Den bragte Norge på en kurs, der lå 23 sømil nordligere, end den kaptajnen egentlig ville tage. Om morgenen den 28. juni besluttede Gundel for en kursveksling mod syd, men kunne på grund af den overskyede himmel og den stærke tåge ikke bestemme sin position nøjagtigt. Da han blev sikker på, at han var kommet nok mod syd, og dermed undgå at ramme klippeøen, satte han en ny kurs mod vest.

## Kollisionen og undergangen
Et kvarter efter den sidste kursændring den 28. juni kl. 07:45 ramte Norge det til Rockall tilhørende klipperev Helen’s Reef og løb på grund. Da skibet bevægede sig med bølgerne, mente kaptajnen, at man ikke sad fast på revet, men kun havde strejfet det. Gundel befalede „fuld kraft tilbage“, for at komme væk fra revet, men det hjalp ikke mere. Skibet var slået læk og var så stærkt beskadiget, og indtog flere steder så meget vand at skibe fik slagside. Gundel befalede at redningsbådene skulle sænkes ned i havet, men der var ikke nok redningsbåde til alle.
På det synkende skib herskede der katastrofale tilstande. Bådsdækket blev hurtigt overfyldt med panikslagne passagerer, som søgte efter svømmeveste og stormede til bådene. Mange af dem var kun iført nattøj eller var halvnøgne. Da mange af bådene blev stormet, før bådene var kommet i vandet, måtte officererne true dem med pistoler for at have kontrol over situationen.
En redningsbåd sank kort efter den var kommet i vandet, fordi den var overfyldt, en anden kæntrede efter at den ramte vandet. En båd sad endnu i daviden, da Norge gik under, og blev med nødstedte kastet i havet. 20 minutter efter sammenstødet sank Norge med flere hundrede mennesker ombord. Efter skibets undergang bredte der sig et tæppe af lig, svømmende nødstedte, vraggods og ødelagte redningsbåde. Det lykkedes kun fem ud af otte både at komme fri af skibet. Kaptajn Valdemar Gundel blev til det sidste på broen og blev efter Norges undergang trukket op af havet af en af bådene.

## Redningen
De fem redningsbåde drev langt fra hinanden og blev først fundet flere dage efter. De tyndt klædte mennesker måtte udholde regn og store bølger og havde hverken vand eller proviant ombord. Flere af passagererne i bådene døde, før redningen kom. Båd nr. 3 med 28 mennesker ombord blev allerede den 29. juni bjerget af den britiske trawler Salvia, de overlevende blev bragt til den engelske havneby Grimsby. De 71 mennesker i nr. 1, derunder kaptajnen, blev fundet den 3. juli af den tyske patruljebåd SMS Energie og blev bragt til Stornoway på de Ydre Hebrider.